# Niagara River Lions
I Niagara River Lions sono una società di pallacanestro canadese con sede a St. Catharines, nell'Ontario.
Nacquero nel 2015 e disputarono la prima stagione nella NBL Canada nel 2015-16, arrivando al terzo posto nella Central Division. Nel 2018 si trasferirono nella CEBL.

## Stagioni
| Stagione | Lega       | Denominazione       | V  | P  | %    | Piazzamento | Play-off               |
| -------- | ---------- | ------------------- | -- | -- | ---- | ----------- | ---------------------- |
| 2015-16  | NBL Canada | Niagara River Lions | 16 | 24 | 40,0 | 3º          | Quarti di finale       |
| 2016-17  | NBL Canada | Niagara River Lions | 14 | 26 | 35,0 | 5º          | -                      |
| 2017-18  | NBL Canada | Niagara River Lions | 17 | 23 | 42,5 | 4º          | Semifinali di division |
| 2019     | CEBL       | Niagara River Lions | 15 | 5  | 75,0 | 1º          | Semifinale             |
| 2020     | CEBL       | Niagara River Lions | 2  | 4  | 33,3 | 6º          | Quarti di finale       |
| 2021     | CEBL       | Niagara River Lions | 10 | 4  | 71,4 | 2º          | Finale                 |
| 2022     | CEBL       | Niagara River Lions | 13 | 7  | 65,0 | 2º          | Semifinale             |